# طحالب حيمورية حقيقية
الطحالب الحيمورية الحقيقية (الاسم العلمي: Eurhodophytina) هي شعيبة من النباتات الحمراء تتبع شعبة الطحالب الحمراء.

## التصنيف
- الطائفة البانجانية
  - تحت طائفة البانجانيات
    - البانجيات
- الطائفة الفلوريدانية
  - تحت طائفة الأنفلتانيات
  - تحت طائفة الكورالينانيات